# Omphalucha crenulata
Omphalucha crenulata là một loài bướm đêm trong họ Geometridae.